# Otaci (przystanek kolejowy)
Otaci – przystanek kolejowy w miejscowości Otaci, w rejonie Ocnița, w Mołdawii. Położony jest na linii Ocnița – Żmerynka.